# 香槟地区沙隆站
香槟地区沙隆站，又译香槟沙隆站，是法国的一个铁路车站，位于法国马恩省省会香槟地区沙隆（Châlons-en-Champagne）。

## 位置
香槟地区沙隆站位于香槟地区沙隆市区的西南部，马恩河左岸。车站大致呈西北-东南走向，因面向市区的一侧正对马恩河，故车站的正门开口朝西南，背对市区。

## 车站历史
香槟地区沙隆站建于1849年，是巴黎-斯特拉斯堡铁路上的重要一站，香槟沙隆－兰斯铁路、香槟地区沙隆-凡尔登铁路和奥尔良-沙隆铁路也在此交汇。但随着私家车的普及，这一地区铁路客运量逐渐下降。1972年，前往奥尔良方向的铁路关闭；2007年，法国高速铁路东线一期工程投入运营，经过香槟地区沙隆站的列车数量大幅减少；2013年，前往凡尔登方向的铁路也停止客运服务，香槟地区沙隆站至此仅剩三个方向的铁路。
在1995年以前，香槟地区沙隆站所在的城市名为"马恩河畔沙隆"（法語：Châlons-sur-Marne），香槟地区沙隆站也曾使用改名。

## 本站可直达城市
为方便阅读，可到达的城市按照城市法语名的首字母顺序排序，粗体字为省会城市。
巴勒迪克、布伊、蒂耶里堡、肖蒙、科梅尔西、屈尔蒙、第戎、多尔芒、埃佩尔奈、蒂耶河畔伊斯、茹安维尔、朗格勒、梅斯、南锡、翁维尔、巴黎、小穆尔默隆、普吕奈、兰斯、奥尔南河畔勒维尼、圣迪济耶、圣伊莱尔欧唐普勒、塞特索、锡勒里、图勒、瓦勒德韦勒、维特里勒弗朗索瓦

## 停靠线路
以下列车线路在香槟地区沙隆站停靠：
| 香槟地区沙隆站列车线路表            |              |                             |                           |              |
| 线路                                | 车种         | 上一站                      | 下一站                    | 大致运行频率 |
| 巴黎—巴勒迪克                       | TGV          | 香槟-阿登TGV                | 维特里勒弗朗索瓦          | 每天2趟左右  |
| 兰斯—第戎                           | INTERCITÉS   | 小穆尔默隆                  | 维特里勒弗朗索瓦          | 每天1趟      |
| 兰斯—第戎                           | 法国大区列车 | 小穆尔默隆                  | 维特里勒弗朗索瓦          | 每天1~2趟    |
| 巴黎—香槟地区沙隆/圣迪济耶/巴勒迪克 | 法国大区列车 | 埃佩尔奈                    | （终点）/维特里勒弗朗索瓦 | 每天6趟左右  |
| 香槟-阿登TGV/兰斯—圣迪济耶          | 法国大区列车 | 小穆尔默隆/圣伊莱尔欧唐普勒 | 维特里勒弗朗索瓦          | 每天1~2趟    |
| 香槟地区沙隆—兰斯/香槟-阿登TGV      | 法国大区列车 | （起点）                    | 圣伊莱尔欧唐普勒          | 每天4趟左右  |
| 兰斯—南锡                           | 法国大区列车 | 埃佩尔奈                    | 维特里勒弗朗索瓦          | 每天2趟左右  |
| 埃佩尔奈—梅斯                       | 法国大区列车 | 埃佩尔奈                    | 维特里勒弗朗索瓦          | 每天1趟      |
| 1.                                  |              |                             |                           |              |

## 配套交通

### 大巴车
香槟地区沙隆站对应的大巴车上下车地点位于车站门口。
- 奥布省政府提供"兰斯—香槟地区沙隆—特鲁瓦"一线的大巴车线路
- 马恩省政府提供前往周边主要市镇的大巴车线路。
- SNCF提供前往凡尔登方向的大巴车。此外，当某条铁路线施工或罢工时，SNCF也会提供途径该线路沿途站点的大巴车。

Flixbus提供的大巴车线路需要在香槟地区沙隆北部的高速公路出入口附近乘坐，可在市内乘坐公交6路前往。

### 市内交通
香槟地区沙隆站直接对应的公交车站名称为"Parvis Gare"，停靠该站的公交线路包括香槟地区沙隆公交3路；而车站南侧大约100米处的让饶勒斯街上则为Gare SNCF站，停靠该站的公交线路包括香槟地区沙隆公交1路、4路和7路。

### 社会车辆
香槟地区沙隆站门口设有社会车辆停车场。

## 临近车站
- 以下仅显示运营中的线路及车站

| 香槟地区沙隆站（Gare de Châlons-en-Champagne）               |                      | |
| 上行车站                                                     | 线路                 | 下行车站 |
| 埃佩尔奈站                                                   | 巴黎－斯特拉斯堡铁路 | 维特里勒弗朗索瓦站                                                                                              |
| （起点）                                                     | 香槟沙隆－兰斯铁路   | ⇒圣伊莱尔欧唐普勒站↗（联络线）→法国高速铁路东线→香槟-阿登TGV站 →（正线）→布伊站 ↘香槟地区沙隆-凡尔登铁路→叙普站 |
| - 注："⇐"或"⇒"为共线路段；划线的为已停止客运服务的线路及车站 |                      | |